# Trofeul Carpați (handbal feminin) - Ediția a 49-a

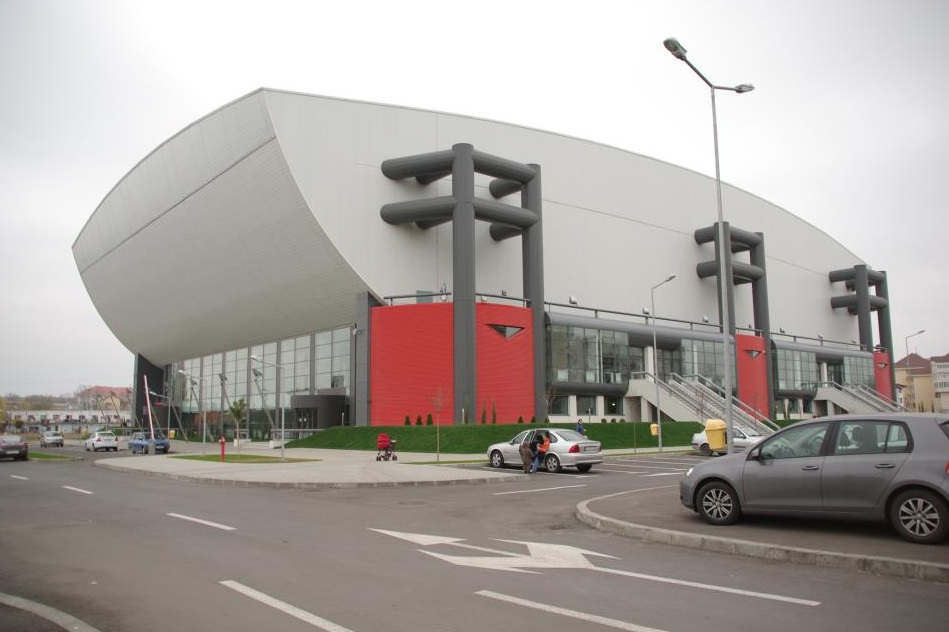
Sala Polivalentă din Craiova

Competiția din 2017 a reprezentat a 49-a ediție a Trofeului Carpați la handbal feminin pentru senioare, turneu amical organizat anual de Federația Română de Handbal cu începere din anul 1959. Ediția din 2017 a fost găzduită de Sala Polivalentă din orașul Craiova și s-a desfășurat între 24 și 26 noiembrie. Câștigătoarea ediției a 49-a a fost Polonia.

## Echipe participante
Pe data de 6 martie 2017 s-a anunțat că Federația Română de Handbal poartă negocieri cu forurile similare din Danemarca, Norvegia, Rusia și Franța în vederea participării la turneu a echipelor naționale din aceste țări. În luna octombrie însă, s-a anunțat că selecționatele participante vor fi Brazilia, Macedonia și Polonia.

### România
România a participat cu o selecționată condusă de Ambros Martín și alcătuită din 20 de jucătoare. Componența acesteia a fost anunțată pe 10 noiembrie 2017:
| Portari - 16 Denisa Dedu (Siófok KC) - 20 Iulia Dumanska (SCM Craiova) Extreme stânga - 15 Valentina Ardean-Elisei (SCM Craiova) - 14 Ana Maria Popa (CSM Roman) Intermediari stânga - 73 Bianca Bazaliu (CSM București) - 19 Cristina Florianu (SCM Craiova) - 09 Cristina Neagu (CSM București) - 30 Gabriella Szűcs (HC Dunărea Brăila) Centri - 07 Eliza Buceschi (Corona Brașov) - 13 Cristina Laslo (ŽRK Budućnost Podgorica) - 31 Mădălina Zamfirescu (DVSC-TVP) | Pivoți - 21 Crina Pintea (Issy Paris Hand) - 33 Timea Tătar (Corona Brașov) - 25 Cynthia Tomescu (Corona Brașov) Intermediari dreapta - 90 Ana Maria Dragut (HC Zalău) - 05 Melinda Geiger (Brest Bretagne Handball) - 17 Laura Popa (Corona Brașov) Extreme dreapta - 23 Ana Maria Berbece („U” Alexandrion Cluj) - 0 Alina Ilie (CSM Unirea Slobozia) - 0 Aneta Udriștioiu (CSM București) |

Antrenori
- Ambros Martín - Antrenor principal
- Horațiu Pașca - Antrenor secund

### Brazilia
Brazilia a participat cu o selecționată condusă de Jorge Dueñas și alcătuită din 17 jucătoare. Componența acesteia a fost anunțată pe 10 noiembrie 2017:
| Portari - 12 Bárbara Arenhart (Váci NKSE) - 01 Gabriela Moreschi (Larvik HK) - 84 Mayssa Pessoa (Rostov-Don) Extreme stânga - 23 Dayane Pires da Rocha (São Bernardo/Unip-SP) - 04 Samira Rocha (Kisvárdai KC) Intermediari stânga - 18 Eduarda Amorim (Győri Audi ETO KC) - 90 Karoline de Souza (Váci NKSE) Pivoți - 11 Tamires Anselmo Costa (Pinheiros-SP) - 13 Lígia Costa (SPR Pogoń Szczecin) - 07 Tamires Morena (Larvik HK) | Centri - 49 Patrícia Matieli Machado (GTPR Gdynia) - 09 Ana Paula Rodrigues (Rostov-Don) - 05 Danielle Jóia (Pinheiros-SP) Intermediari dreapta - 81 Deonise Cavaleiro (CS Măgura Cisnădie) - 0 Patricia Batista da Silva (Thüringer HC) Extreme dreapta - 88 Mariana Costa (CS Măgura Cisnădie) - 10 Jéssica Quintino (HC Odense) |

Antrenori
- Jorge Dueñas - Antrenor principal
- Cristiano Rocha - Antrenor secund

### Macedonia
Macedonia a participat cu o selecționată condusă de Sime Simovski și alcătuită din 18 jucătoare. Componența acesteia a fost anunțată pe 2 noiembrie 2017 și modificată ulterior, din cauza accidentării unor handbaliste, printre care și Mirjeta Bajramoska:
| Portari - 0 Nataša Antić (IUVENTA Michalovce) - 12 Dragana Petkovska (Ardeşen GSK) - 20 Mateja Serafimova (P.A.O.K.) Extreme stânga - 71 Jovana Sazdovska (ŽRK Vardar) Intermediari stânga - 0 Angela Todorovska (CS Dinamo București) - 28 Dajana Jovanovska (CSU Danubius Galați) - 88 Leonida Gičevska (ŽRK Vardar SCJS) - 23 Teodora Keramičieva (ŽRK Vardar) - 0 Zorica Despodovska (MKS Piotrcovia) - 03 Viktorija Peovska (ŽRK Kumanovo) | Pivoți - 07 Ivana Gakidova (Strasbourg ASPTT) - 22 Marija Nikolić (P.A.O.K.) Centri - 55 Elena Livrinikj (CSU Danubius Galați) - 11 Aleksandra Borizovska (ŽRK Kumanovo) Intermediari dreapta - 18 Elena Gjeorgjievska (Fehérvár KC) Extreme dreapta - 33 Sara Ristovska (ŽRK Vardar) - 17 Nataša Nolevska (Viborg HK) |

Antrenori
- Sime Simovski - Antrenor principal
- Aleksandar Karčev - Antrenor secund

### Polonia
Polonia a participat cu o selecționată condusă de Leszek Krowicki și alcătuită din 18 jucătoare. Componența acesteia a fost anunțată pe 6 noiembrie 2017:
| Portari - Weronika Gawlik (SPR Lublin SSA) - Adrianna Płaczek (Fleury Loiret Handball) Extreme stânga - Kinga Grzyb (MKS Zagłębie Lubin) - Daria Zawistowska (SPR Pogoń Szczecin) Intermediari stânga - Joanna Kozłowska (GTPR Gdynia) - Karolina Kudłacz-Gloc (SG BBM Bietigheim) - Sylwia Lisewska (EKS Start Elbląg) Pivoți - Joanna Drabik (SPR Lublin SSA) - Joanna Szarawaga (GTPR Gdynia) | Centri - Kinga Achruk (SPR Lublin SSA) - Monika Michałów (Energa AZS Koszalin) - Romana Roszak (Energa AZS Koszalin) Intermediari dreapta - Monika Kobylińska (TuS Metzingen) - Ewa Urtnowska (Toulon Saint Cyr) - Aleksandra Zych (GTPR Gdynia) Extreme dreapta - Adrianna Górna (MKS Zagłębie Lubin) - Katarzyna Janiszewska (GTPR Gdynia) - Aneta Łabuda (GTPR Gdynia) |

Antrenori
- Leszek Krowicki - Antrenor principal
- Adrian Struzik - Antrenor secund

## Partide
Partidele s-au desfășurat pe durata a trei zile, 24, 25 și 26 noiembrie 2017, în Sala Polivalentă din Craiova, și au fost transmise pe canalele de televiziune TVR HD și TVR Craiova. Biletele au fost puse în vânzare în rețeaua Eventim pe 29 octombrie 2017. Pe 18 noiembrie 2017, FRH a făcut apel la voluntari pentru a-i sprijini pe organizatori.
Formatul ediției din 2017 a Trofeului Carpați a fost diferit față de formatul ediției din 2016. Turneul s-a desfășurat în sistem grupă, fiecare cu fiecare. În ediția anterioară s-au jucat în prima zi două meciuri preliminare, iar în cea de-a doua zi s-au disputat meciul pentru locurile 3-4 și finala competiției.
Programul Trofeului Carpați 2017 a fost următorul:
| Echipa            | M | V | E | Î | GM | GP | G   | Pct |
| ----------------- | - | - | - | - | -- | -- | --- | --- |
| Polonia           | 3 | 3 | 0 | 0 | 88 | 64 | +24 | 6   |
| România           | 3 | 2 | 0 | 1 | 76 | 68 | +8  | 4   |
| Brazilia          | 3 | 1 | 0 | 2 | 73 | 72 | +1  | 2   |
| Macedonia de Nord | 3 | 0 | 0 | 3 | 62 | 95 | −33 | 0   |

| 24 noiembrie 2016 TVR HD, TVR Craiova17:00 | Macedonia de Nord | 19 - 32 | Brazilia   | Sala Polivalentă, Craiova |
| 24 noiembrie 2016 TVR HD, TVR Craiova17:00 | Gjeorgjievska 7   | (13-16) | Quintino 7 | Sala Polivalentă, Craiova |
| 24 noiembrie 2016 TVR HD, TVR Craiova17:00 | Cronica           |         |            | Sala Polivalentă, Craiova |

| 24 noiembrie 2016 TVR HD, TVR Craiova19:00 | România | 21 - 27 | Polonia | Sala Polivalentă, Craiova |
| 24 noiembrie 2016 TVR HD, TVR Craiova19:00 | Neagu 9 | (10-18) | Grzyb 5 | Sala Polivalentă, Craiova |
| 24 noiembrie 2016 TVR HD, TVR Craiova19:00 | Cronica |         |         | Sala Polivalentă, Craiova |

| 25 noiembrie 2016 TVR HD, TVR Craiova14:00 | Brazilia           | 18 - 29 | Polonia        | Sala Polivalentă, Craiova Arbitri: Florescu, Stoia |
| 25 noiembrie 2016 TVR HD, TVR Craiova14:00 | Amorim, da Silva 4 | (9-11)  | Kudłacz-Gloc 7 | Sala Polivalentă, Craiova Arbitri: Florescu, Stoia |
| 25 noiembrie 2016 TVR HD, TVR Craiova14:00 | Cronica            |         |                | Sala Polivalentă, Craiova Arbitri: Florescu, Stoia |

| 25 noiembrie 2016 TVR HD, TVR Craiova16:00 | România    | 31 - 18 | Macedonia de Nord          | Sala Polivalentă, Craiova Arbitri: Horváth, Marton |
| 25 noiembrie 2016 TVR HD, TVR Craiova16:00 | Florianu 5 | (18-5)  | Gjeorgjievska, Ristovska 5 | Sala Polivalentă, Craiova Arbitri: Horváth, Marton |
| 25 noiembrie 2016 TVR HD, TVR Craiova16:00 | 1× 3×      | Cronica | 4× 3×                      | Sala Polivalentă, Craiova Arbitri: Horváth, Marton |

| 26 noiembrie 2016 TVR HD, TVR Craiova14:00 | Macedonia de Nord | 25 - 32 | Polonia     | Sala Polivalentă, Craiova Arbitri: Năstase, Stancu |
| 26 noiembrie 2016 TVR HD, TVR Craiova14:00 | Zawistowska 5     | (15-19) | Ristovska 9 | Sala Polivalentă, Craiova Arbitri: Năstase, Stancu |
| 26 noiembrie 2016 TVR HD, TVR Craiova14:00 | Cronica           |         |             | Sala Polivalentă, Craiova Arbitri: Năstase, Stancu |

| 24 noiembrie 2016 TVR HD, TVR Craiova16:00 | România | 24 - 23    | Brazilia         | Sala Polivalentă, Craiova Arbitri: Horváth, Marton |
| 24 noiembrie 2016 TVR HD, TVR Craiova16:00 | Neagu 8 | (13-15)    | Rodrigues Belo 7 | Sala Polivalentă, Craiova Arbitri: Horváth, Marton |
| 24 noiembrie 2016 TVR HD, TVR Craiova16:00 | 3× 3×   | [ Cronica] | 2× 3×            | Sala Polivalentă, Craiova Arbitri: Horváth, Marton |

## Clasament și statistici

### Clasamentul final
|   | Polonia           |
|   | România           |
|   | Brazilia          |
| 4 | Macedonia de Nord |

| \| Poz. \| Nume \| Echipă \| Goluri \| \| ---- \| ------------------------ \| ----------------- \| ------ \| \| 1 \| Elena Gjeorgjievska \| Macedonia de Nord \| 20 \| \| 2 \| Cristina Neagu \| România \| 17 \| \| 2 \| Sara Ristovska \| Macedonia de Nord \| 17 \| \| 4 \| Eduarda Amorim Taleska \| Brazilia \| 14 \| \| 4 \| Ana Paula Rodrigues Belo \| Brazilia \| 14 \| \| 6 \| Kinga Grzyb \| Polonia \| 12 \| \| 6 \| Karolina Kudłacz-Gloc \| Polonia \| 12 \| \| 6 \| Jéssica Quintino \| Brazilia \| 12 \| \| 9 \| Crina Pintea \| România \| 10 \| \| 9 \| Romana Roszak \| Polonia \| 10 \| | - Cea mai bună jucătoare: Cristina Neagu (ROU) - Cea mai bună marcatoare: Elena Gjeorgjievska (MKD) (20 de goluri) - Cel mai bun portar: Adrianna Płaczek (POL) |                   |        |
| Poz. | Nume | Echipă            | Goluri |
| 1 | Elena Gjeorgjievska | Macedonia de Nord | 20     |
| 2 | Cristina Neagu | România           | 17     |
| 2 | Sara Ristovska | Macedonia de Nord | 17     |
| 4 | Eduarda Amorim Taleska | Brazilia          | 14     |
| 4 | Ana Paula Rodrigues Belo | Brazilia          | 14     |
| 6 | Kinga Grzyb | Polonia           | 12     |
| 6 | Karolina Kudłacz-Gloc | Polonia           | 12     |
| 6 | Jéssica Quintino | Brazilia          | 12     |
| 9 | Crina Pintea | România           | 10     |
| 9 | Romana Roszak | Polonia           | 10     |